# Victoria Principal
Victoria Principal (Fukuoka (Japan), 3 januari 1950) is een Amerikaans actrice, voornamelijk bekend van haar rol als Pamela Barnes Ewing in de serie Dallas.
Principal werd geboren als de oudste van twee dochters van Ree Veal en Victor Principal. Haar vader was sergeant bij de US Air Force, waardoor het gezin veelvuldig moest reizen. In 1969 werd ze uitgeroepen tot Miss Miami. Ze heeft gestudeerd aan de Miami Dade Community College.
Principal heeft in eerste instantie een tijdje als model in New York gewerkt, waar ze acteerrollen probeerde te krijgen. Ze studeerde aan de Royal Academy of Dramatic Art te Londen, waarna ze ging acteren. Zo was ze te zien in The Life and Times of Judge Roy Bean uit 1971 tegenover Paul Newman en in de rampenfilm Earthquake (1974) tegenover Charlton Heston. Ook poseerde ze in december 1972 naakt voor de Playboy.
Haar carrière kwam echter niet van de grond, waardoor ze tussen '75 en '78 stopte met acteren en ging werken als agent. Tussen 1978 en 1987 speelde ze de rol van Pamela Ewing, echtgenote van Bobby Ewing in de CBS-soap Dallas. Toentertijd had ze een relatie met zanger Andy Gibb.
Na Dallas richtte ze zich op haar succesvolle huidverzorgingslijn 'The Principal Secret'. Ook schreef ze drie boeken over schoonheid en huidverzorging, The Body Principal (1983), The Beauty Principal (1984) en The Diet Principal (1987).
Na 21 jaar huwelijk vroeg ze in december 2006 de scheiding aan van haar man, plastisch chirurg dr. Harry Glassman.
- Bibsys: 98016239
- Biblioteca Nacional de España: XX1022999
- Bibliothèque nationale de France: cb14014012w (data)
- Gemeinsame Normdatei: 118941909
- International Standard Name Identifier: 0000 0001 1850 7211
- Library of Congress Control Number: n82220715
- Nationale Bibliotheek van Tsjechië: xx0062587
- Nationale Bibliotheek van Israël: 987007376796605171
- Nederlandse Thesaurus van Auteursnamen: 069548668
- SNAC: w60h10f6
- Virtual International Authority File: 100230846
- WorldCat: E39PBJppFg9ymppRPXQhXpXGHC